# Georg Küsel
Georg Küsel (* 17. Dezember 1877 in Brückenkrug, Kreis Kolberg-Körlin; † 26. April 1952 in Quarrendorf) war ein Lehrer und Schriftsteller. Er veröffentlichte Lyrik unter dem Pseudonym Georg vom Wolfswald und pommersche Sagen unter dem Pseudonym Georg Pommer.

## Leben
Georg Küsel wurde am 17. Dezember 1877 in Brückenkrug in Pommern geboren. Er arbeitete als Lehrer in Wulflatzke, Virchow, Alt Warschow und Fünfsee.
Er veröffentlichte Lyrik, Laienspiele für die Bühne sowie, unter dem Pseudonym Georg Pommer, Sammlungen pommerscher Sagen.
Nach dem Zweiten Weltkrieg lebte er in Quarrendorf im Landkreis Harburg.

## Werke
- In der Heimat Sonnenschein. Gedichte. Falkenburger Zeitung, Falkenburg 1928. (unter dem Pseudonym Georg vom Wolfswald)
- Am Sagenborn. Die schönsten pommerschen Sagen für Schule und Haus. Verlag Julius Beltz, Langensalza 1928. (unter dem Pseudonym Georg Pommer)
- Im Zauberwald. Die Muschelinsel. Heimatmärchen. Verlag Mewes, Rügenwalde 1931. (unter dem Pseudonym Georg Pommer)